# Vălul pictat (roman)
Pentru alte sensuri, vedeți Vălul pictat (dezambiguizare).
Vălul pictat (în engleză The Painted Veil) este un roman scris de Somerset Maugham și publicat în 1925.
Titlul provine de la sonetul lui Percy Bysshe Shelley care începe cu versul „Nu ridica acel văl pictat, pe care cei care trăiesc îl numesc Viață”.
Biograful Richard Cordell susține că opera a fost inspirată de studiile științifice ale autorului și de activitatea sa la spitalul „St Thomas” din Londra.

## Rezumat
Acțiunea se petrece în jurul personajului principal, Kitty Garstin, ce aparținea clasei de mijloc. Aceasta se căsătorește cu medicul bacteriolog Walter Fane pe care îl urmează în colonia britanică Hong Kong (denumită Tching-Yen în roman pentru a evita complicații de natură legală după cazul A. G. M. Fletcher). Aici intră într-o relație cu funcționarul local Charlie Townsend, un bărbat căsătorit de 41 de ani. După un an, adulterul este descoperit de soț. Acesta îi cere fie să divorțeze, fie să îl urmeze în China, unde urma să se ocupe de o epidemie de holeră. Confruntându-se cu refuzul lui Townsend de a-și părăsi propria soție, Kitty îl urmează pe medic. Acesta din urmă își pierde viața tot din cauza acestei maladii și își petrece ultimele clipe din viață alături de soție.
Kitty se întoarce în Anglia. Moartea subită a mamei sale o determină să-și urmeze tatăl, avocat numit recent judecător într-o colonie din Caraibe. Din acest moment, Kitty se hotărăște să-și dedice viața educației copilului pentru ca acesta să nu comită greșelile care au marcat propria ei viață.

## Ecranizări
Romanul a fost ecranizat pentru marele ecran de trei ori:
- The Painted Veil (1934) - Vălul pictat
- The Seventh Sin (1957) - cu sensul Cel de-al șaptelea păcat
- The Painted Veil (2006)- Vălul pictat

## Legături externe
- The Painted Veil la Faded Page (Canada)